# Cohassett Beach
Cohassett Beach és una concentració de població designada pel cens dels Estats Units a l'estat de Washington. Segons el cens del 2000 tenia 618 habitants.

## Demografia
Segons el cens del 2000, Cohassett Beach tenia 618 habitants, 307 habitatges, i 168 famílies. La densitat de població era de 189,4 habitants per km².
Dels 307 habitatges en un 19,9% hi vivien nens de menys de 18 anys, en un 46,3% hi vivien parelles casades, en un 4,2% dones solteres, i en un 45% no eren unitats familiars. En el 36,8% dels habitatges hi vivien persones soles el 16,9% de les quals corresponia a persones de 65 anys o més que vivien soles. El nombre mitjà de persones vivint en cada habitatge era de 2,01 i el nombre mitjà de persones que vivien en cada família era de 2,6.
Per edats la població es repartia de la següent manera: un 16,7% tenia menys de 18 anys, un 4,9% entre 18 i 24, un 21,5% entre 25 i 44, un 31,9% de 45 a 60 i un 25,1% 65 anys o més.
L'edat mediana era de 48 anys. Per cada 100 dones de 18 o més anys hi havia 98,1 homes.
La renda mediana per habitatge era de 26.490 $ i la renda mediana per família de 35.875 $. Els homes tenien una renda mediana de 42.083 $ mentre que les dones 36.938 $. La renda per capita de la població era de 18.238 $. Aproximadament el 18,8% de les famílies i el 20,6% de la població estaven per davall del llindar de pobresa.

## Poblacions més properes
El següent diagrama mostra les poblacions més properes.